# Hola Raffaella (album)
Hola Raffaella è il ventunesimo album della cantante italiana Raffaella Carrà, pubblicato nel 1993 dall'etichetta discografica Ariola.

## Il disco
È stato pubblicato esclusivamente per il mercato spagnolo e contiene brani cantati in castigliano, pertanto NON dovrebbe comparire nella discografia italiana della cantante.
Tuttavia è stato distribuito anche in Italia per via delle diverse cover inedite di famosi brani italiani come Bella signora di Gianni Morandi, L'importante è finire di Mina, Ti pretendo di Raf, Sotto questo sole di Francesco Baccini e i Ladri di Biciclette.
L'album prende il nome dalla trasmissione condotta da Raffaella sulla TVE 1 spagnola tra il 1992 e il 1994.

## Tracce
Edizioni musicali BMG Ariola.
Lato A
1. Aunque no soy española – 4:05 (testo: Ignacio Ballesteros – musica: Danilo Vaona)
2. Señora soledad (Bella signora) – 4:15 (testo: Luis Gomez Escolar – musica: Mauro Malavasi)
3. Lo importante es... amarle (L'importante è finire) – 3:56 (testo: Cristiano Malgioglio – musica: Alberto Anelli)
4. Compromisos no – 4:15 (testo: Ignacio Ballesteros – musica: Danilo Vaona)
5. Te pretendo (Ti pretendo) – 3:58 (testo: Kiko Fuentes – musica: Giancarlo Bigazzi, Raffaele Riefoli)

Lato B
1. Lo ha dicho el Rey – 3:15 (testo: Ignacio Ballesteros, Raffaella Carrà – musica: Danilo Vaona)
2. Bajo el sol que cae (Sotto questo sole) – 3:39 (testo: Carlos De France – musica: Paolo Belli, Enrico Prandi)
3. Tuca tuca (vers. '93 in spagnolo) – 2:40 (testo: Miguel Blasco – musica: Franco Pisano)
4. Señor dinero – 3:47 (testo: Ignacio Ballesteros – musica: Guido Maria Ferilli)
5. Aunque no soy española (reprise) – 4:12 (testo: Ignacio Ballesteros – musica: Danilo Vaona)

## Formazione

### Artista
- Raffaella Carrà - voce

### Musicisti
- Sergio Dall'Ora - arrangiamenti (Señor dinero con Giorgio Spagna), tastiera, programmazione
- Juan Cerro - chitarra
- José Ganoza Barrionuevo - percussioni
- Manuel Fernández Ortega - sassofono
- Antonio Pallarés - trombone
- Jose Luis Medrano - tromba
- Adolfo Rodríguez, Andrea Bronston, Danilo Vaona, Emilio Cuervo, Federico Vaona, José María Guzmán, María Rosario Ovelar, Sergio Dall'Ora - cori